# Philippe Vander Putten
Philippe Vander Putten (né le 26 mai 1959) est un homme d'affaires belge. Il est l'ancien CEO de Proximus et de Brussels Airlines, et l'actuel CEO du Comité olympique et interfédéral belge.

## Éducation
Vander Putten a obtenu une licence en management à la Louvain School of Management (Anciennement IAG-Institut d'Administration et Gestion) de l'Université catholique de Louvain (Belgique). Il a aussi obtenu un MBA à la University of South Carolina.

## Carrière
En 1982, Vander Putten commence sa carrière comme assistant brand manager chez Procter & Gamble Benelux. En 1984, il est engagé par L'Oréal Belgilux. De 1986 à 1998, il travaille pour Kraft Foods et Kraft Jacobs Suchard, dont il devient vice-président pour l'Europe. En 1994, il est élu Marketeer of the Year. Le 1er septembre 1998, il devient le CEO de Proximus, où il succède à Jan Neels. Plus tard, il devient le CEO de Brussels Airlines, la compagnie issue de la fusion de SN Brussels Airlines et de Virgin Express. Il en démissionne en 2008. Il travaille ensuite pour quelques compagnies plus petites, telles que Cleverphone (numéros de téléphone temporaires) et Distec (distributeur d'équipement scientifique). Le 1er septembre 2013, il devient le CEO du Comité olympique et interfédéral belge. Il est aussi administrateur du groupe Fountain et de Viangros.

## Famille
Philippe Vander Putten est marié et père de trois enfants.

## Sources
- Philippe Vander Putten